# Parque nacional de Kep
El parque nacional de Kep (en jemer ឧទ្យានជាតិកែប) es un ecosistema protegido de la provincia de Kep en la parte occidental de la costa de Camboya sobre el golfo de Tailandia. Fue declarado parque nacional en el año 1993, cubre un área de 50 kilómetros cuadrados. La ciudad más cercana se encuentra en Krong Kaeb.

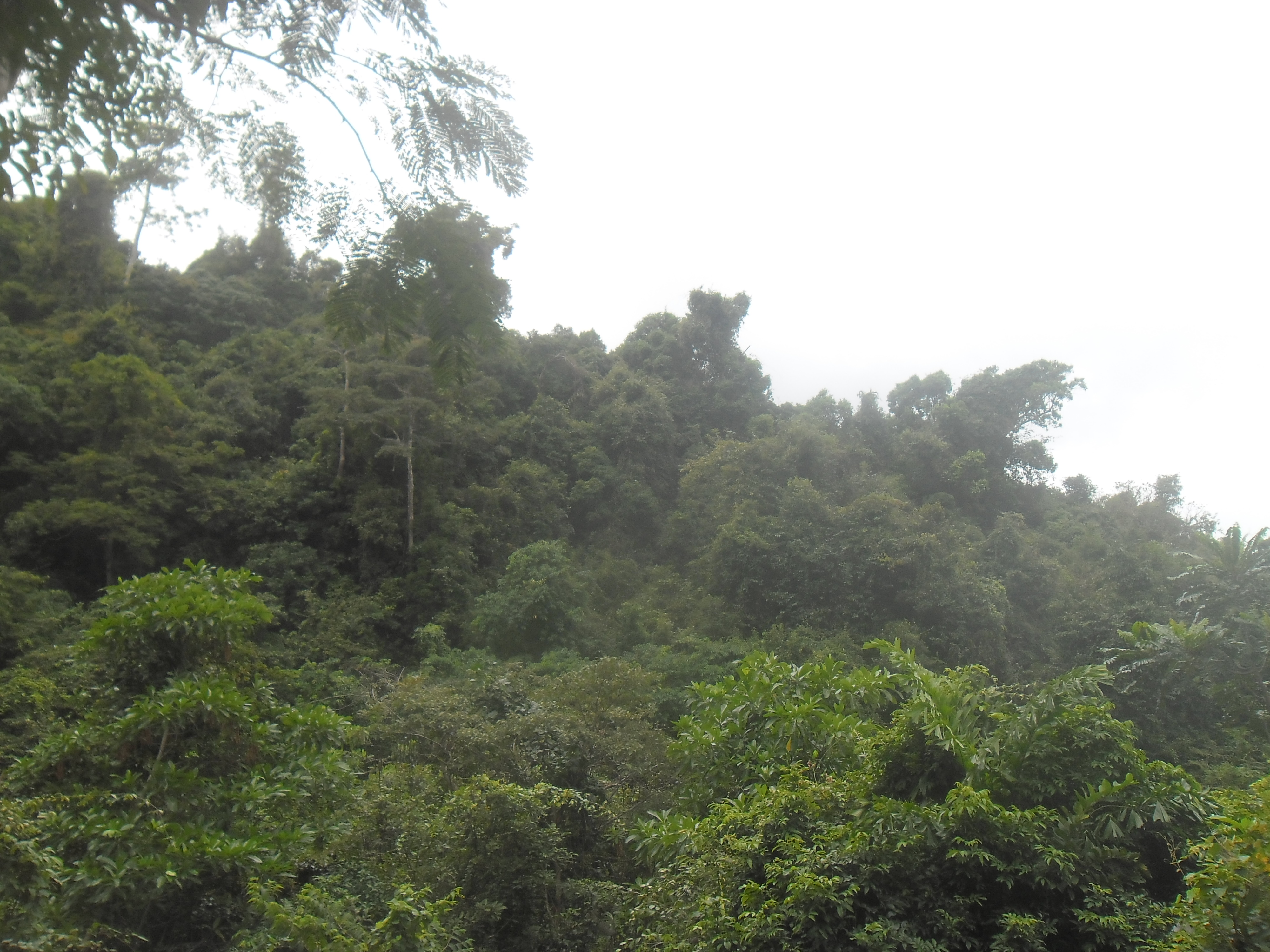
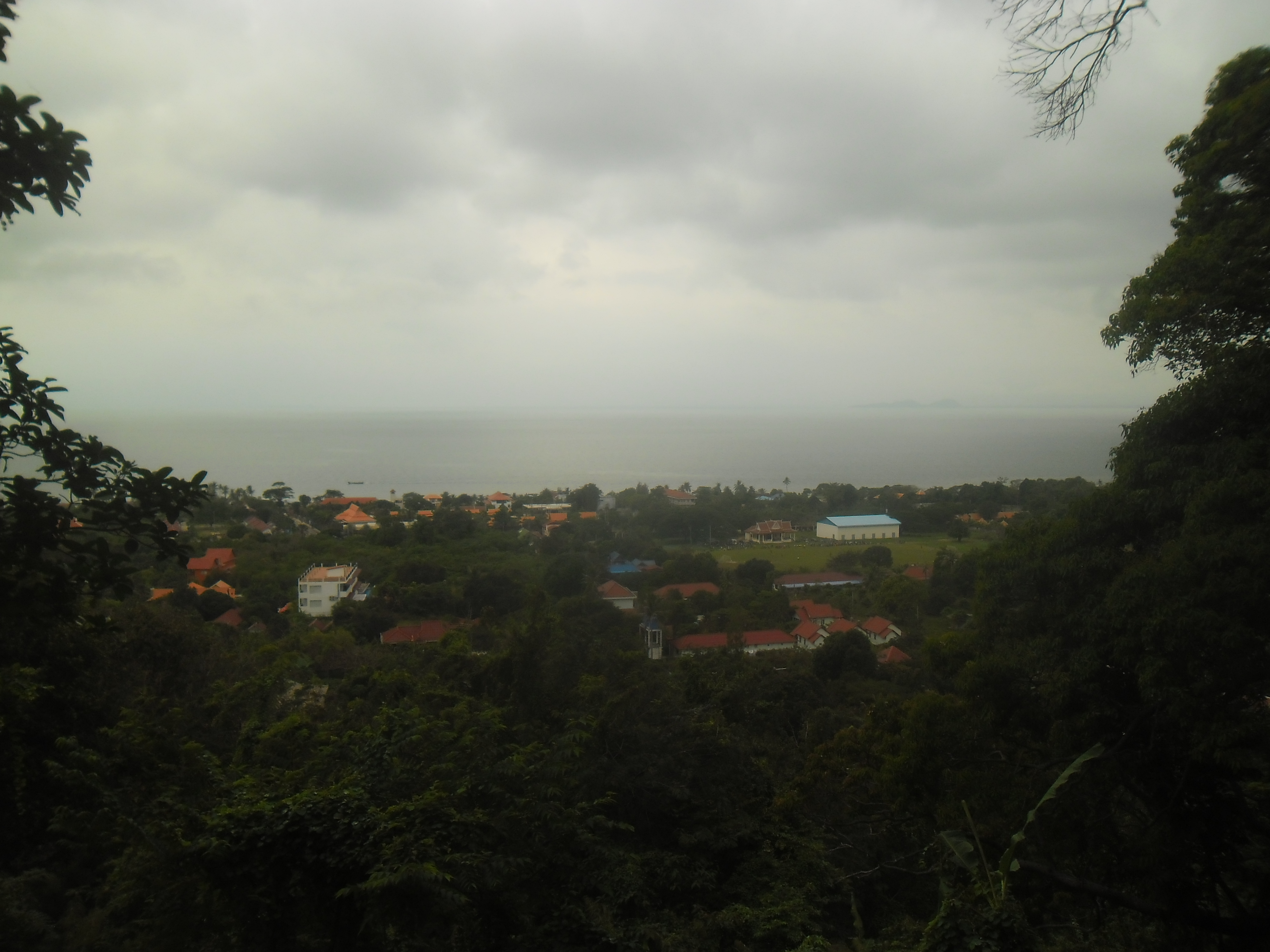
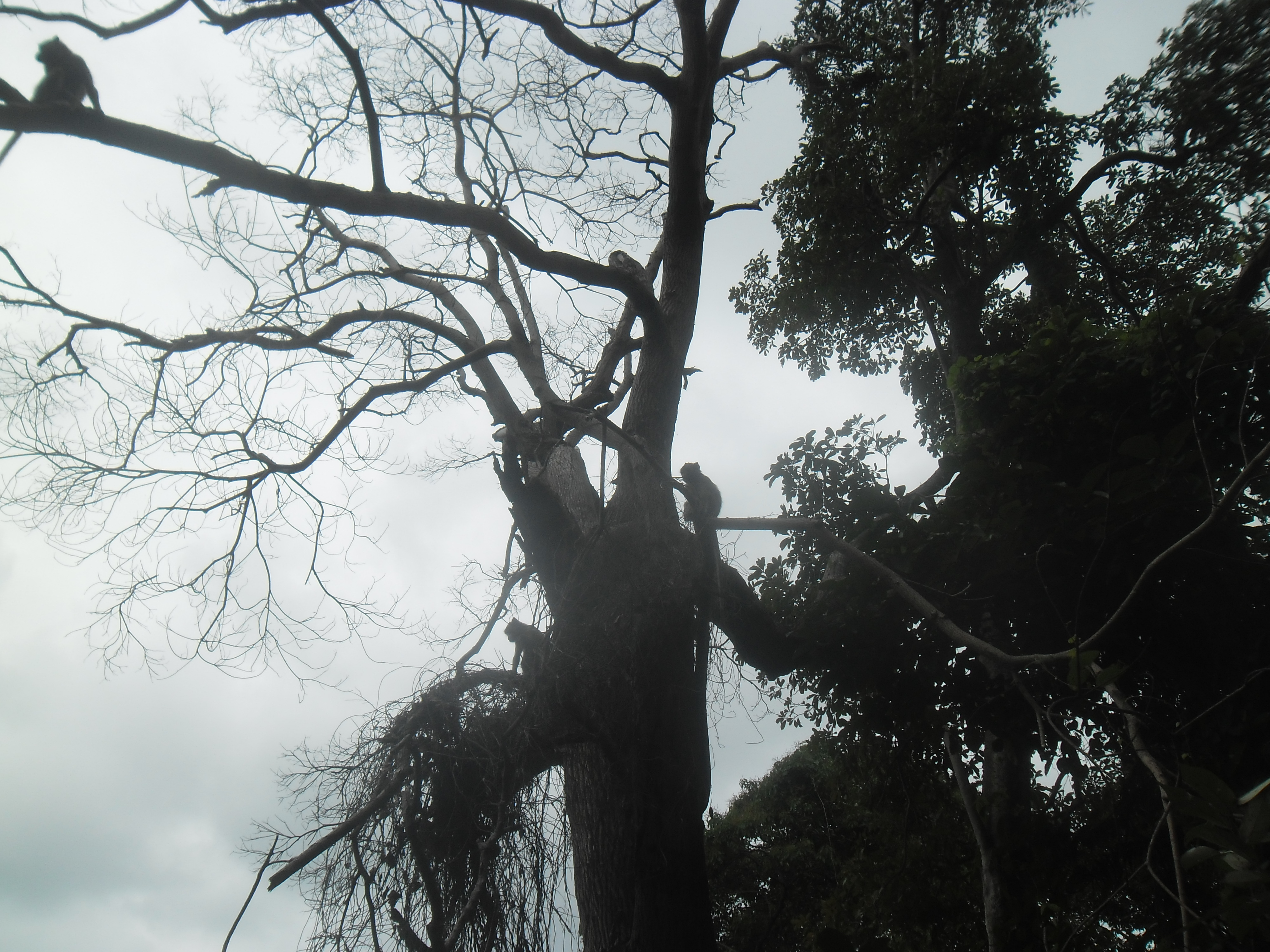
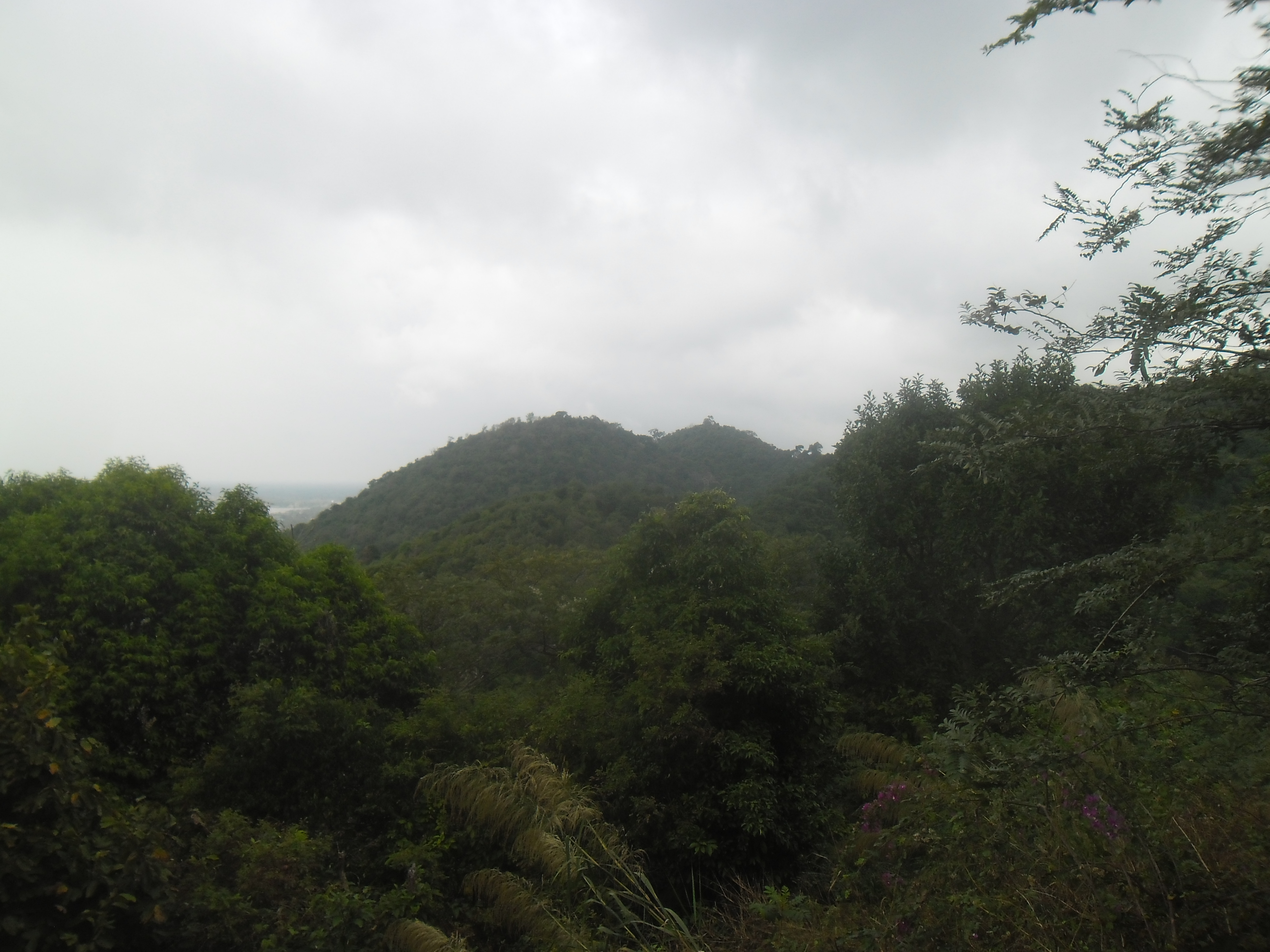
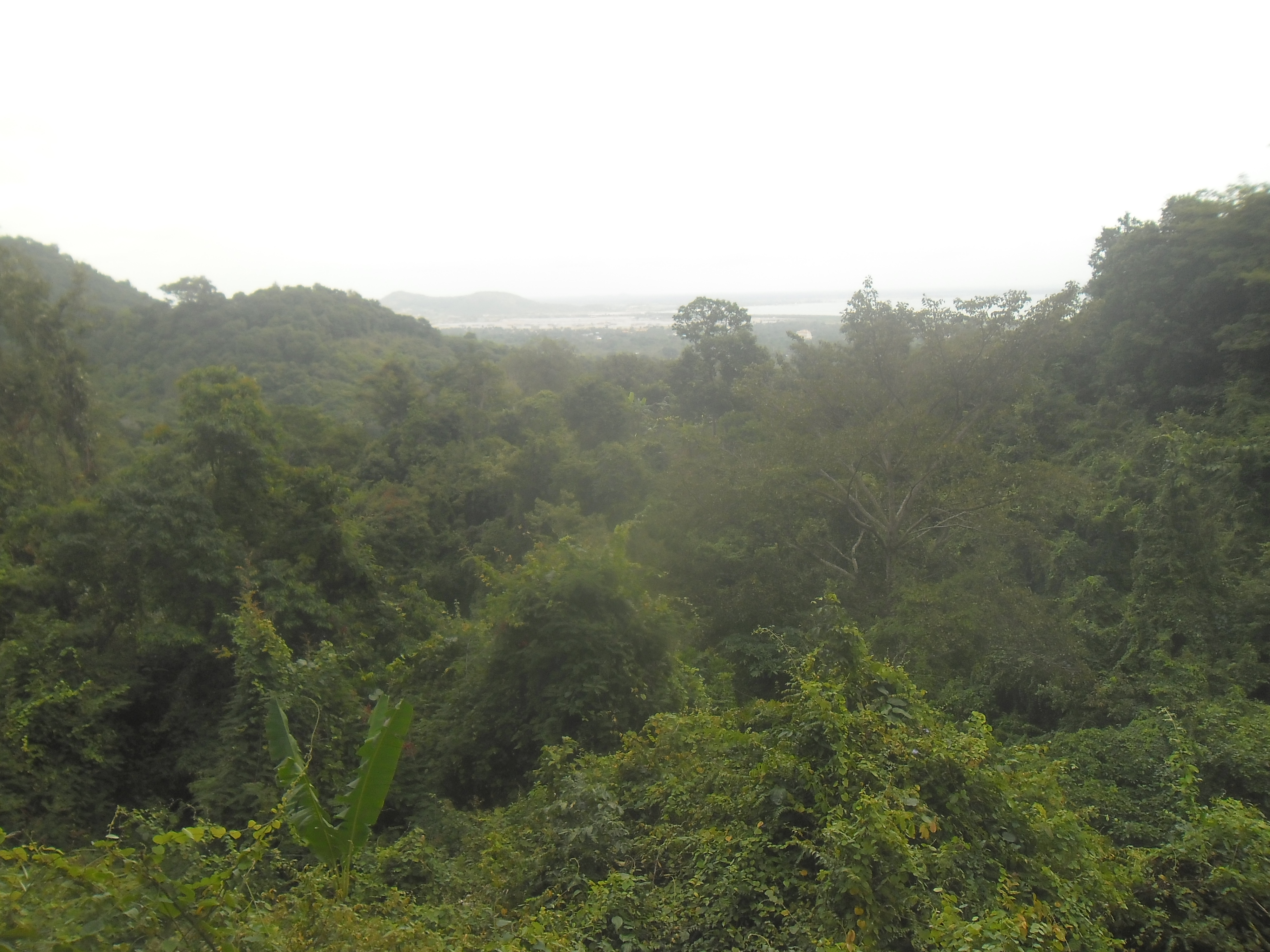